# 1524
Cette page concerne l'année 1524  du calendrier julien. Pour l'année 1524 av. J.-C., voir 1524 av. J.-C.
L'année 1524 est une année bissextile qui commence un vendredi.

## Événements

### Amérique
- 11 janvier, Veracruz : Cristobal de Oli est chargé par Cortès d’une expédition au Honduras. Il relâche à La Havane où Diego Velázquez l'incite à se rebeller contre Cortès[1].
- 20 février : Tecún Umán meurt en tentant de défendre le royaume quiché contre Pedro de Alvarado et ses alliés.
- 7 mars : parti de Madère le 17 janvier, l’explorateur florentin Giovanni da Verrazano, voyageant pour le compte de François Ier et pour des armateurs de Dieppe, explore la côte de l’Amérique du Nord du cap Fear, en Caroline du Nord (7 mars) à l’île du Cap-Breton, en Nouvelle-Écosse. Il découvre la baie de New York et l'embouchure du fleuve Hudson, puis rentre à Dieppe le 8 juillet[2]. Il pressent que l’Amérique du Nord constitue un continent.
- 10 mars : départ de Saint-Domingue de l'expédition de Gil González Dávila au Nicaragua. Détourné par une tempête vers les côtes du Honduras, il découvre Puerto Caballos (aujourd'hui Puerto Cortés) et fonde San Gil de Buena Vista[3].
- 3 mai : Cristóbal de Olid débarque au Honduras, fonde un village qu'il nomme Triunfo de la Cruz et se déclare indépendant vis-à-vis de Hernán Cortés[4]. Il est tué par Francisco de Las Casas sur l’ordre de Hernán Cortés.
- 13 mai : arrivée de 12 franciscains en Nouvelle-Espagne[4].
- 1er août, Espagne : création du Conseil des Indes présidé par Juan Rodríguez de Fonseca[5].
- 12 octobre : Cortès, ignorant la mort de Olid, monte une expédition punitive au Honduras[1]. Le dernier empereur Aztèque Cuauhtémoc, soupçonné de vouloir soulever les Indiens, est pendu par Cortés au cours de l’expédition (28 février 1525)[6]. Cortés atteint Nito (San Gil de Buena Vista), puis s’embarque pour Trujillo, qu’il quitte par la mer le 25 avril 1526 pour rejoindre Mexico[7], en proie aux intrigues et aux conspirations.
- 14 novembre : le conquistador Francisco Pizarro quitte Panama, descend la côte pacifique d'Amérique du Sud (fin en 1527)[8].
- 8 décembre : Francisco Hernández de Córdoba fonde Granada (Nicaragua)[9].
- L'Hydrographie, de Georges Fournier, affirme que des marins dieppois, Gérard et Roussel, ont atteint la côte du Brésil avant les Portugais et sont parvenus à un grand fleuve (l’Amazone?)[10].
- Le Portugais Esteban Gómez, qui navigue pour le compte de l'Espagne, entre dans la baie de Fundy (Canada)[11].

### Asie et Proche-Orient
- Janvier : Bâbur occupe Lahore[12]. En Inde, les nobles Afghans en rébellion contre le sultan de Delhi Ibrahim Shah font appel à Bâbur. Ce dernier occupe Lahore puis rentre à Kaboul rassembler une armée plus importante.
- 12 février : révolte du gouverneur Ahmed Pacha contre l'Empire ottoman en Égypte. Il se proclame sultan après avoir massacré la garnison des janissaires ; renversé par son vizir Memed Beg le 23 février, il se réfugie chez les Banû Baqar puis est tué lors d'une bataille le 6 mars[13].
- 23 mai : le séfévide Tahmasp Ier, âgé de 10 ans, devient chah d'Iran à la mort de son père Ismail Ier[14].
- Août : mutinerie de la garnison de Datong à la frontière nord de la Chine[15]

- Conquête du sultanat de Pasai par le royaume d'Aceh à la pointe nord de l'île indonésienne de Sumatra. La garnison portugaise est chassée et une flotte portugaise est défaite[16].
- Échec de l’expédition espagnole sur Tidore (Moluques)[17].
- Haute-Birmanie : la confédération shan menée par Sawlon pille Ava ; elle n'abattra définitivement de Royaume d'Ava que trois ans plus tard[18].
- Mort du sultan Murad à Urfa. La dynastie des Ak Koyunlu s’éteint avec lui[19].

### Europe
- Février :
  - crues du Drac et de l’Isère[20].
  - le prédicateur juif David Reubeni est reçu par le pape à Rome[21].

- 27 février: reddition des troupes franco-navarraises assiégées dans Fontarrabie par les Espagnols (Sixième guerre d'Italie).

- 15 mars, France : arrêt du Parlement de Paris interdisant aux confréries professionnelles d'organiser des banquets[22].

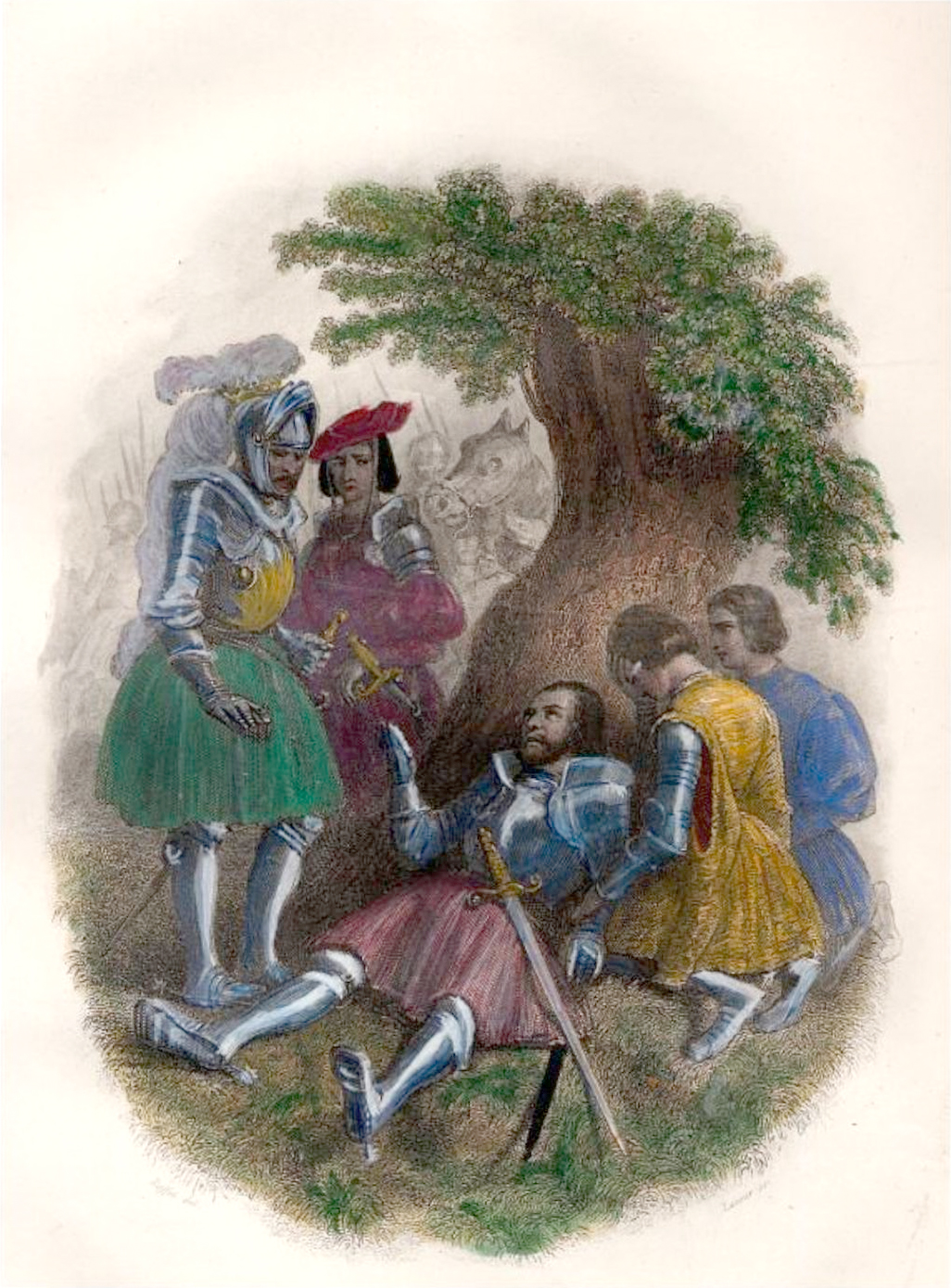
30 avril : mort de Bayard

- 29-30 avril : bataille de la Sesia. Bayard est tué d'un coup d'arquebuse, alors qu'il protégeait la retraite de l'arrière-garde de l'armée française au passage de la Sesia à Romagnano[23].
- 24 mai : un gigantesque incendie détruit 1 500 habitations dans le quartier du Beffroi et de Croncels, à Troyes[24].
- 31 mai : Thomas Howard devient duc de Norfolk à la mort de son père[25]. Peu après il entre au Conseil du roi d'Angleterre[26].

- Été : Olaus Petri est nommé secrétaire de la ville de Stockholm[27]. Il commence à prêcher la doctrine luthérienne.
- 24 juin : le pape approuve l'ordre des Théatins, la première congrégation de clercs réguliers fondée par Gaétan de Thiene et Jean-Pierre Carafa, évêque de Chieti (Theatinum, en latin). Elle s’installe à Venise dans l’Église Saint-Nicolas-de-Tolentino après le sac de Rome en 1527[28].
- 27 juin-8 juillet[29] : Assemblée de Ratisbonne où participe Ferdinand de Habsbourg, désireux de réformer la religion pour rapprocher luthériens et catholique[30]. Création de la Ligue de Ratisbonne par les états catholiques, pacte défensif en cas de conflit contre les états luthériens[31].

- 4 juillet : le capitaine espagnol Philibert de Chalon et son navire tombent aux mains des Français qui occupent le port de Villefranche[32].
- 7 juillet : le connétable de Bourbon envahit la Provence[33].
- 20 juillet : mort de Claude de France. Elle cède avant de mourir la Bretagne à son fils le dauphin François, qui devient duc de Bretagne sous le nom de François III[34].
- 29 juillet : début du gouvernement personnel de Jacques V d'Écosse, âgé de 12 ans[35].

- 24 août : début d'un soulèvement paysan en Allemagne contre les propriétaires terriens, la Révolte des rustauds, près de Schaffhouse, dans le Pays de Bade (fin en 1525)[36].
- 19 août-28 septembre : échec des Impériaux du connétable de Bourbon devant Marseille infligé par l’amiral Doria. Ils doivent se retirer de Provence (29 septembre). Les Français traversent le comté de Nice et sont à Milan en octobre. Ils mettent le siège devant Pavie (26 octobre) et détachent 6 000 hommes contre Naples[33].
- 17 septembre : le Viennois Caspar Tauber est le premier protestant d’Autriche exécuté pour hérésie[37].

- 9 octobre : Martin Luther introduit la soutane noire du prédicateur[30].
- 28 octobre : début du siège de Pavie par les Français[33].
- 23 novembre : pacification de la Frise, qui se soumet à Charles Quint[38].
- 21 décembre : le pape Clément VII ouvre solennellement le neuvième Jubilé (Année sainte)[39].

- Kristina Gyllenstierna, veuve de Sten Sture, est libérée par Frédéric de Danemark. Rentrée en Suède, elle anime le mouvement en faveur des Sture, assistée de son fils Nils. Deux hommes d’Église la soutiennent, Peter Jakobsson Sunnanväder, évêque de Västerås, et Knut Mikaelsson, chanoine de sa cathédrale[40]. La révolte est alimentée par la médiocrité de la monnaie, l’augmentation des prix, le manque de sel, l’introduction d’étrangers et d’anciens fidèles de Christian II de Danemark dans l’administration. Après l’échec de cette révolte en 1527, Kristina abandonne toute activité politique et épouse, sur le conseil de Gustav Vasa, Ture Jönsson Vasa Tre Rosor.

- Peste à Milan[41].

## Naissances en 1524
- 17 février : Charles de Lorraine, duc de Chevreuse, archevêque de Reims, évêque de Metz, élevé au cardinalat en 1547 († 26 décembre 1574).

- 17 mars : Giovanni Francesco Commendone, cardinal italien († 25 décembre 1584).

- 28 mai : Sélim II, sultan ottoman, fils et successeur de Soliman le Magnifique et de son épouse Roxelane († 12 décembre 1574).

- 23 août : François Hotman, jurisconsulte et écrivain polémiste français († 12 février 1590).

- 7 septembre : Thomas Erastus,  médecin et théologien suisse († 31 décembre 1583).
- 11 septembre : Pierre de Ronsard, poète français († 28 décembre 1585).

- 5 octobre : Dourgavati, reine gond issue de la famille impériale rajput des Chandel († 24 juin 1564).
- 9 octobre : Octave Farnèse, fils de Pierre Louis Farnèse et de Gerolama Orsini, second duc de Parme et de Plaisance et second duc de Castro († 18 septembre 1586).

- Louise Labé : poète française († 25 avril 1566).

- Date précise inconnue :
  - Aya Gozen, demi-sœur aînée de Uesugi Kenshin, mère d'Uesugi Kagekatsu et première épouse de Nagao Masakage († 10 mars 1609).
  - Azai Hisamasa, fils de Azai Sukemasa et le deuxième chef du clan Asai († 23 septembre 1573).
  - Andrea Bacci, philosophe, médecin et écrivain italien († 24 octobre 1600).
  - Rodrigo Luis de Borja y de Castre-Pinós, cardinal  espagnol († 6 août 1537).
  - Richard Breton, imprimeur-libraire, illustrateur et relieur français († 1571).
  - Giulio Canani, cardinal italien († 27 novembre 1592).
  - Jacques Charpentier, docteur en philosophie et en médecine français († 1574).
  - Paolo Farinati, architecte, graveur et peintre italien († 1606).
  - Armand de Gontaut-Biron, maréchal de France († 26 juillet 1592).
  - Simon Joly, musicien et compositeur français († après 1559).
  - Kanamori Nagachika, samouraï de la fin de période Sengoku et du début de l'époque d'Edo († 20 septembre 1608).
  - Imbert de La Plâtière, maréchal de France († 1567).
  - Guyonne de Rieux, noble française († 13 décembre 1567).
  - Guillaume I Le Bé, graveur et fondeur de caractères d'imprimerie français († 1598).
  - Nicolas de Mercœur, évêque de Metz, de Verdun, comte de Vaudémont, seigneur de Mercœur, puis duc de Mercœur († 12 juin 1577).
  - Philippe de Montmorency, comte de Hornes, baron d'Altena, seigneur de Hachicourt, de Wimy, de Farbus, du Bosquet, d'Escarpel, de Sauchy-le-Caucher († 5 juin 1568).
  - Joseph Nassi, personnalité importante de la cour du sultan Soliman le Magnifique puis de son fils Sélim II, seigneur de Tibériade et duc de Naxos († 1579).
  - Gilles de Noailles, ecclésiastique et ambassadeur de France à la Sublime Porte de Constantinople et évêque désigné de Dax († 1600).
  - Cipriano Piccolpasso, architecte, historien, céramiste, peintre de majolique et écrivain italien († 21 novembre 1579).
  - Yamagata Masakage, samouraï de l'époque Sengoku au service du clan Takeda († 27 juin 1575).
  - Yasukage Yokota, chef de clan japonais et vassal du clan Takeda († 1575).
- Vers 1524 :
  - Jean Morély, théologien protestant français († vers 1594).
  - Gaspard Tronchay, médecin et écrivain français († ? ).

## Décès en 1524
- 7 janvier : Tang Yin, peintre et dessinateur chinois (° 6 avril 1470).

- 5 février : Hans Holbein l'Ancien, peintre allemand (° v. 1460).

- ? avril : Ghazi Ier Giray, khan de Crimée (° 1504).
- 29 avril : Bayard, militaire français (° 1476).

- 25 mai : Sir Thomas Lovell, homme d'État anglais.

- 26 juillet : Claude de France, duchesse de Bretagne et reine de France (° 13 octobre 1499).

- 8 août : Stanislas de Mazovie, duc polonais de la dynastie des Piast (° 17 mai 1501).

- 18 septembre : Charlotte de France, deuxième fille du roi de France François Ier et de la reine Claude de France (° 23 octobre 1516).

- 5 octobre : Joachim Patinier, Joachim Patinir, ou Joachim Patenier, peintre flamand (° v. 1485).

- 24 décembre : Vasco de Gama, navigateur portugais, vice-roi des Indes portugaises, à Cochin, en Inde  (° v. 1460 ou 1469).

- Date précise inconnue :
  - Girolamo Alibrandi, peintre italien sicilien (° 1470).
  - Jean Lemaire de Belges, poète et chroniqueur (° 1473).
  - Andrea Solari, peintre italien (° 1460).
  - Tiberio d'Assisi, peintre italien (° vers 1470).